# Morley (Norfolk)
Morley – wieś w Anglii, w hrabstwie Norfolk, w dystrykcie South Norfolk. Leży 18 km na południowy zachód od Norwich i 143 km na północny wschód od Londynu.
Miejscowość liczy 973 mieszkańców.